# 台北市立大同高級中学

市立大同高校の本館

台北市立大同高級中学（だいどう-こうきゅうちゅうがく）は台湾台北市に位置する全日制高校。男女共学の中等部と高等部を併設する完全中学である。前身は日本統治時代に建設された「私立台北国民中学」であり、台北で最も古い中等教育6年を一貫して行った「完全中学」である。

## 概要
本校は1935年(昭和10年)に創立され、当初から中等部と高等部が併設された「完全中学」であり、八十余年が経過した歳月の中で、無数の傑出した英才をつちかい育てた。1968年(昭和43年)に、中華民国(台湾)政府は九年の国民教育を実施、本校は「国民中学」に改名し、国民教育の発展に対して功績を尽した；1992年(平成4年)、政府は中学校学習を正常化し、高校の教育効率を高め、教育発展の平均化と、普遍性を促進、本校は「完全中学」の為に制度を改善する、即ち従来の中等部に高等部を増設し、全国第一の完全中学と成る。
本校の面積は約20,900坪で、校庭の設計は中国固有の伝統的建築及び西欧古典式外観の造型を融合。前後して開拓した「竜池」・「鳳園」及び「至聖園」・「至誠園」・「至善園」3個の庭園と、偉大な校舎は、優雅な景色を造り、本校に学ぶ子弟の為に完全な学習環境を構築、これらは中華民国(台湾)全国建築師公会は1994年（平成6年）年度全国高校の特別優秀学校建築と評価され、また本校学生の誠実な心と健全な人格を育成した。

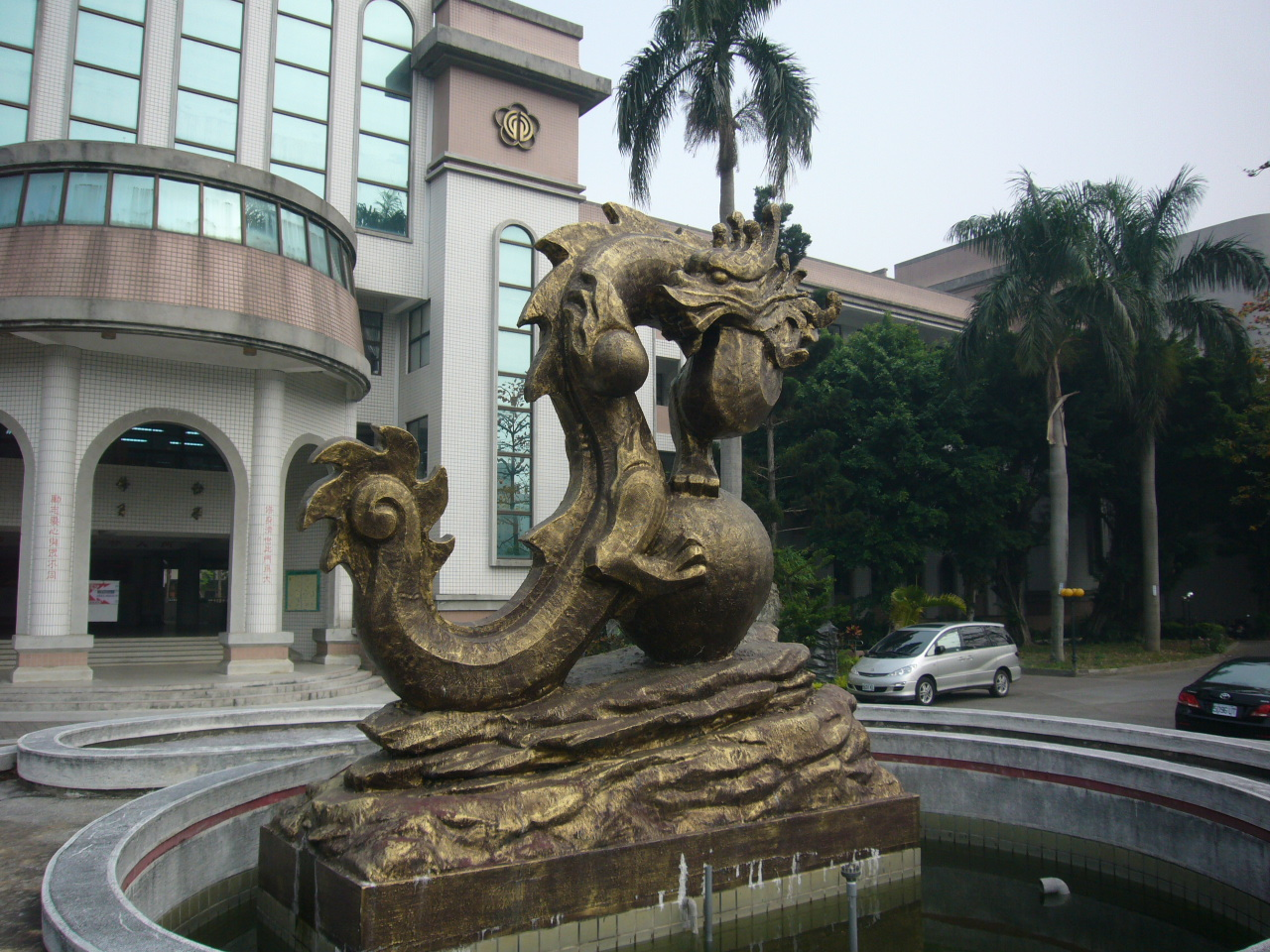
竜池

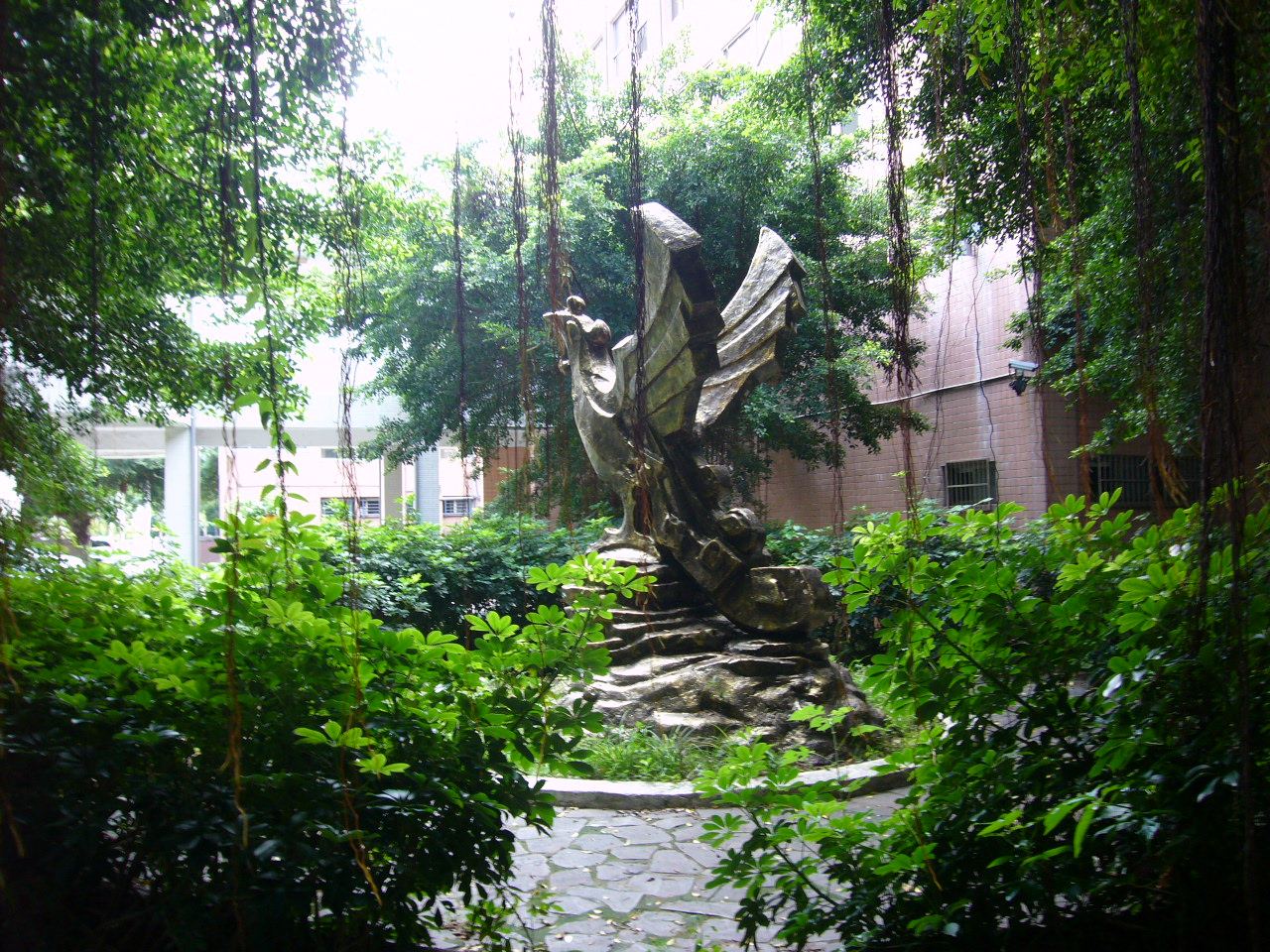
鳳園

至聖園

至誠園

至善園

## 沿革
- 1935年(昭和10年)4月20日 - 「私立台北国民中学」として開校、「成淵学園」を借用して授業開始。
- 1938年(昭和13年) - 「私立台北国民中学校」と改称、大龍峒へ移動。
- 1945年(昭和20年) -「私立大同中学」と改称。
- 1946年(昭和21年)4月 -「台北市立大同中学」と改称、幸安国民小学校へ移転。
- 1950年(昭和25年) - 新生南路へ移転。
- 1954年(昭和29年) - 中学校夜間部を設置。
- 1957年(昭和32年) - 高校夜間部を設置。
- 1958年(昭和33年)7月 - 現所在地に移転。
- 1961年(昭和36年) - 高校の省立化政策に従い高等部学生を台北市立建国高級中学及び国立台湾師範大学附属高級中学へ編入。
- 1968年(昭和43年) -「台北市立大同国民中学」と改称、夜間部を停止。
- 1983年(昭和58年) - 補校を設置
- 1992年(平成4年)7月1日 - 高等部を設置、中等部を併設する「大同高級中学」として改編。

## 歴代校長
| 区分           | 校名                    | 代     | 氏名     | 任期                               |
| -------------- | ----------------------- | ------ | -------- | ---------------------------------- |
| 日本統治時代   | 台北中学                | 初代   | 堀在本   | 1935年(昭和10年)～1938年(昭和13年) |
| 日本統治時代   | 台北中学                | 第2代  | 小池大寿 | 1938年(昭和13年)～1945年(昭和20年) |
| 中華民国統治期 | 私立大同中学            | 第3代  | 劉克明   | 1945年(昭和20年)～1946年(昭和21年) |
| 中華民国統治期 | 大同中学                | 第4代  | 朱昭陽   | 1946年(昭和21年)                   |
| 中華民国統治期 | 大同中学                | 第5代  | 呉石山   | 1946年(昭和21年)～1950年(昭和25年) |
| 中華民国統治期 | 大同中学                | 第6代  | 徐向栄   | 1950年(昭和25年)～1961年(昭和36年) |
| 中華民国統治期 | 大同国中 （大同中学校） | 第7代  | 鄭世洵   | 1961年(昭和36年)～1972年(昭和47年) |
| 中華民国統治期 | 大同国中 （大同中学校） | 第8代  | 陳登瑞   | 1972年(昭和47年)～1980年(昭和55年) |
| 中華民国統治期 | 大同国中 （大同中学校） | 第9代  | 周来香   | 1980年(昭和55年)～1987年(昭和62年) |
| 中華民国統治期 | 大同国中 （大同中学校） | 第10代 | 林忠廉   | 1987年(昭和62年)～1990年(平成2年)  |
| 中華民国統治期 | 大同国中 （大同中学校） | 第11代 | 呉英声   | 1990年(平成2年)～1992年(平成4年)   |
| 中華民国統治期 | 大同高中 （大同高校）   | 第12代 | 呉英声   | 1992年(平成4年)～1997年(平成9年)   |
| 中華民国統治期 | 大同高中 （大同高校）   | 第13代 | 何耀彰   | 1997年(平成9年)～2005年(平成17年)  |
| 中華民国統治期 | 大同高中 （大同高校）   | 第14代 | 李慶宗   | 2005年(平成17年)～2012年(平成24年) |
| 中華民国統治期 | 大同高中 （大同高校）   | 第15代 | 王意蘭   | 2012年(平成24年)～現在             |

## 校歌
- 市立大同高中校歌(譜)

淡流浩浩　玉嶺重重　山川靈秀　鍾毓大同
美輪美奐　建黌宮　迺武迺文　陶俊雄
八德四維　明古訓　崇真求實　奏奇功
國家至上　天下為公　三民主義　矢遵從
融融化日　蕩蕩春風　喬木成蔭　出大同
大同大同　大同大同　大同　同心同德
促進世界進大同

## 著名な出身者
- 李登輝：元・中華民国総統（1988年 - 2000年）
- 李昌鈺（英語版、中国語版）：現在コネチカット州の最高名誉の科学的なサービス、及びニューヘブン大学での法医学科学教授。
- 林宗仁（中国語版）：有名芸能人，代表作は『海角七号 君想う、国境の南』，『茂伯』を出演。
- （中等部）陳時中：歯科医師、第4代衛生福利部部長